# LASIK
ЛАСІК (трансліт. англ. LASIK — англ. laser-assisted in situ keratomileusis — лазерний in situ кератомільоз) — найбільш поширена методика ексимер-лазерної рефракційної хірургічної корекції зору, при якій в захисному шарі рогівки з допомогою спеціального інструмента (мікрокератома) відкривають клапан, за допомогою ексимерного лазера однорідні внутрішні шари рогівки випаровують на необхідну для точного фокусування глибину, після чого захисний шар повертається на місце.

## Процедура та її варіанти
Під час операції повіки утримують. Перед використанням мікрокератома око знерухомлюють за допомогою кільця з вакуумними присосками. Мікрокератом — механічний хірургічний пристрій, який прикріпляється до ока за допомогою кільця з вакуумними присосками, після чого гострим лезом зрізає шар рогівки на наперед визначену глибину.
Різновидом ЛАСІК є епі-ЛАСІК — поверхневий ЛАСІК. При епі-ЛАСІК відділяють епітеліальний шар від мембрани Боумена за допомогою епікератома, аналогічного по конструкції механічному мікрокератому, який використовується для ЛАСІК, але замість того щоб використовувати коливаюче гостре лезо, щоб надрізати строму рогівки під мембраною Боумена, епікератом використовує тупий коливальний сепаратор, який переміщується через рогівку, проходить під високим тиском з всмоктувальним кільцем і піднімає шар епітелію від мембрани Боумена. Потім виконується лазерна абляція й епітеліальний шар замінюється або відкидається.
Замість мікрокератома для створення клаптя може бути використано фемтосекундний лазер. При цьому використовується вакуумне кільце для фіксації ока, рогівка сплощується й енергія лазера застосовується інтрастромально.
У випадку недостатньої корекції (гіпокорекції) операцію проводять повторно через 1—6 місяців після першої корекції без повторного зрізання рогівки.
Окрім ЛАСІК існує ще щонайменше дві методики ексимер-лазерної кератектомії (ЕЛК), а саме: фоторефракційна кератектомія (ФРК або англ. PRK) і лазерна субепітеліальна кератектомія (ЛАСЕК або англ. LASEK).

## Показання
Лікар може визначити, чи для пацієнта медично допустима методика ЛАСІК, але лише сам пацієнт може вирішити, чи варті ризики очікуваних результатів:5.
Жінкам під час вагітності та догляду за дитиною рекомендують зачекати з ЛАСІК, щоб запобігти можливій неповній чи надмірній корекції, а також можливому зниженню чи втраті результатів корекції з часом:29.

## Ускладнення
У результаті процедури ЛАСІК можливі різні ускладнення, аж до втрати зору без можливості корекції окулярами, лінзами, чи хірургічно.
У деяких пацієнтів після ЛАСІК розвиваються відблиски, гало, диплопія, що можуть істотно впливати на якість зору в умовах низької контрастності, таких як уночі, чи в тумані.
Найбільш поширеним ускладненням LASIK є синдром сухого ока, симптоми якого проявляються в 95 % пацієнтів одразу після LASIK й зберігаються у 60 % пацієнтів через місяць після операції. Приблизно 30 % пацієнтів після ЛАСІК мають синдром сухого ока. Сухе око не лише викликає дискомфорт, але й знижує якість зору внаслідок тимчасового розмиття, чи інших візуальних симптомів.
Після ЛАСІК при піднятті на висоти понад 7900 м можуть мати місце коливання в якості зору, що проявляється в помірному розмитті зору та зникає при спуску. У цьому перевага цього методу над радіальною кератотомією, при якій погіршення якості зору спостерігається вже на висоті 2744 м. Радіальна кератотомія заснована на зміні кривизни рогівки ока (сплощенні рогівки) за допомогою глибоких радіальних надрізів по перефирії рогівки для корекції короткозорості, що призводить на великих висотах до сплощення рогівки та гіперопії — неможливості бачити близькі предмети так само чітко, як віддалені, та потреби в акомодації, щоб бачити віддалені предмети.

## Врахування корекції при оцінці відповідності професійним вимогам до стану здоров'я
У США фоторефракційна кератектомія (ФРК) і ЛАСІК погоджені для військових пілотів. Від кандидатів у космонавти НАСА вимагають повноцінного зору на далекій і близькій відстані, в тому числі з допомогою корекції, зокрема, з допомогою окулярів. Після рефракційної хірургічної операції, ЛАСІК чи фоторефракційної кератектомії (ФРК), допускають у кандидати в космонавти НАСА, але не раніше, ніж через рік після операції, та за відсутності постійних ускладнень, а для прийняття остаточного рішення — за умови надання звіту про хірургічну операцію.